# Lonchocarpus costatus
Lonchocarpus costatus är en ärtväxtart som beskrevs av George Bentham. Lonchocarpus costatus ingår i släktet Lonchocarpus och familjen ärtväxter. Inga underarter finns listade i Catalogue of Life.